# Angélique de Los Rios
Angélique de Los Rios (Antwerpen, 1734 – aldaar, 11 april 1810), ook bekend onder de voornamen Charlotte-Marie of Marie-Charlotte, hield een pensionaat voor kinderen in Antwerpen en schreef instructieve boeken voor kinderen in het Frans.

## Levensloop
Angélique de Los Rios stamde uit een Spaanse familie die zich in Antwerpen had gevestigd. Ze was familie van Jean-François de Los Rios, een boekhandelaar wiens carrière zich afspeelde in Lyon. Ze wordt ook wel Charlotte-Marie of Marie-Charlotte genoemd en is de auteur van verschillende boeken en lesboeken voor kinderen. Volgens het voorwoord van een van haar boeken was ze kostschoolmeesteres. Ze nam deel aan de pedagogische reflectie van haar tijd door werken te publiceren binnen het bereik van haar publiek, met behulp van een specifieke taal voor kinderen.

## Publicaties
- Magasin des petits enfants, ou Recueil d'amusemens à la portée de leur âge, suivi de deux traités instructifs et édifians, Anvers: Aux dépens de l'auteur chez Jean-Baptiste Grangé, imprimeur de la ville, 1770[2]
- L'encyclopédie enfantine: ou magazine pour les petits enfans, Dresde: chez George Conrad Walther, 1771[3]
- Magasin des petits enfans, ou: Recueil d'amusemens a la portée de leur age, Anvers: de l'imprimerie de J.B. Verdussen, 1774; Lyon: et se vend chez François de Los-Rios, 1774[4]
- Magasin des petits enfans, ou: Recueil d'amusemens a la portée de leur age, La Haye: chez Pierre Frédéric Gosse, 1774; Londres: se vend chez la société typographique, 1774[5]
- Abrégé historique des sciences et des Beaux-Arts. Pour servir de suite à l'Encyclopédie enfantine, Dresde: Frères Walther, 1785
- Abrégé historique des sciences et des Beaux-Arts. Pour servir de suite à l'Encyclopédie enfantine, Lausanne: Grasset, 1789[6]